# Ponapélori
De ponapélori (Trichoglossus rubiginosus) is een endemische soort op het eiland Ponapé en een atol in de buurt in Micronesië.

## Kenmerken
De ponapélori is 24 cm lang en weegt gemiddeld 80 gram. De vogel is overwegend roodachtig bruin met vage donkerbruine strepen. De staart- en vleugelpennen zijn oker of groenachtig geel. Het mannetje heeft een oranje snavel en een oranjegele iris.

## Verspreiding en leefgebied
Het leefgebied van de ponapélori bestaat uit diverse typen bos, zowel dicht regenbos als secundair bos, mangrove en de omgeving van menselijke nederzettingen.

## Status
De grootte van de populatie werd in 2011 geschat op 10.000 individuen, wat neerkomt op 6700 volwassen dieren. Dit aantal gaat achteruit door versnippering van het leefgebied dat vooral wordt veroorzaakt door de grootschalige teelt van kava. Verder lijdt het ecosysteem van het eiland aan de introductie van vreemde dieren en planten. Nadere studie naar deze achteruitgang is overigens gewenst. Om deze redenen staat de ponapélori als gevoelig op de Rode Lijst van de IUCN.